# Prunus mirabilis
Prunus mirabilis — вид квіткових рослин з родини трояндових (Rosaceae). Ареал охоплює такі країни: Малайзія (Сабах).

## Середовище
Вид обмежений горами Кінабалу та Сунгай Каланг на хребті Крокер на висотах 1085–3353 метри. Зустрічається в нижніх та верхніх гірських лісах. Загрозами є зсуви та зміни у землекористуванні. Субпопуляції на горі Кінабалу вразливі до зсувів. Субпопуляція з річки Месілау була втрачена через міську забудову. Prunus mirabilis охороняється in situ у лісовому заповіднику Сосоподон, парку Кінабалу та парку Крокер-Рендж, які є повністю охоронюваними територіями.

## Морфологічний опис
Це дерево заввишки до 12 метрів.